# مسعود کرباسیان
مسعود کرباسیان، (زاده ۱۳۳۵ در اصفهان) سیاستمدار ایرانی و مدیر عامل سابق شرکت ملی نفت ایران می‌باشد. او در آغاز به کار دولت دوازدهم به مدت یک سال وزیر امور اقتصادی و دارایی ایران بود که استیضاح و برکنار شد. وی در دولت یازدهم معاون علی طیب‌نیا وزیر وقت اقتصاد و رئیس گمرک کشور بود که در دولت دوازدهم به عنوان وزیر اقتصاد به مجلس دهم معرفی شد و در ۲۹ مرداد ۱۳۹۶ رای اعتماد نمایندگان مجلس را کسب کرد. وی دارای مدرک دکترا در رشته مدیریت و برنامه‌ریزی است و پیش از این معاون وزیر صنعت، معاون وزیر نفت، معاون وزیر بازرگانی و معاون وزیر اقتصاد بوده‌است. همچنین مسئول کمیته بررسی عضویت ایران در سازمان تجارت جهانی است. برادر وی، مهدی کرباسیان، ریاست هیئت عامل سازمان توسعه و نوسازی معادن و صنایع معدنی ایران (ایمیدرو) را بر عهده داشت.

## وزارت امور اقتصادی و دارایی دولت دوازدهم
نام وی در لیست پیشنهادی حسن روحانی که در تاریخ هفدهم مرداد ماه ۱۳۹۶ برای کابینه دولت دوازدهم منتشر شد، به عنوان وزیر امور اقتصادی و دارایی به چشم می‌خورد. و توسط حسن روحانی به مجلس جمهوری اسلامی ایران معرفی شد و نهایتاً با رای اعتماد نمایندگان مجلس دهم (۲۳۶ رای موافق) را به دست آورد. مسعود کرباسیان در ۴ شهریور ۹۷ با ۱۳۷ رای موافق و ۱۲۱ مخالف و ۲ ممتنع از مجموع ۲۶۰ نماینده توسط مجلس شورای اسلامی ایران استیضاح شد که در نهایت منجر به برکناری وی شد.

### استیضاح
در روز یکشنبه ۴ شهریور ۱۳۹۷ جلسه استیضاح وزیر امور اقتصاد و دارایی در صحن علنی مجلس برگزار شد که نمایندگان مجلس با ۱۳۷ رای موافق، ۱۲۱ رای مخالف و دو رای ممتنع طرح استیضاح مسعود کرباسیان را تصویب کردند و به این ترتیب او از سمت خود برکنار شد.

## سوابق
- معاون وزیر و رئیس کل گمرک در وزارت امور اقتصادی و دارایی
- مشاور عالی شهردار تهران
- مدیرعامل و نایب رئیس هیئت مدیره سازمان سرمایه‌گذاری و مشارکتهای مردمی شهرداری تهران
- معاون خدمات شهری در شهرداری تهران
- معاون وزیر و رئیس کل گمرک در وزارت امور اقتصادی و دارائی
- معاون بازرگانی داخلی در وزارت بازرگانی
- معاون بازرگانی در وزارت نفت
- معاون بازرگانی خارجی در وزارت بازرگانی
- معاون طرح و برنامه در وزارت بازرگانی
- معاون اقتصادی و بازرگانی در وزارت صنایع سنگین
- قائم مقام معاونت اقتصادی و بازرگانی و مدیرکل بین‌الملل و قراردادها در وزارت صنایع سنگین

## کتاب شناسی

### تألیف
- مدیریت کیفیت از بازبینی محصول تا تعالی سازمانی، تهران: مؤسسه نشر شهر، ۱۳۸۹
- راهبرد سیاست خارجی در شرایط جدید بین‌الملل، تهران: اتاق بازرگانی صنایع، معادن و کشاورزی تهران، ۱۳۹۲
- سامانه جامع امور گمرکی، هفت جلد (واردات، ترانزیت، اظهار از راه دور، کارنه تیر، سامانه مدیریت اطلاعات، ۱۰۰ مسئله حل شده ترانزیت، سامانه مدیریت انبارها)، تهران: گمرک و دانشگاه تهران، ۱۳۹۴
- تعالی سازمانی، مطالعه موردی گمرک، تهران: چشمه، ۱۳۹۴

### ترجمه
- یان آرت شولت: نگاهی موشکافانه بر پدیده جهانی شدن، تهران: علمی و فرهنگی، ۱۳۸۲
- دیوید هلد و آنتونی مک گرو: جهانی شدن و مخالفان آن، تهران: علمی و فرهنگی، ۱۳۸۳
- لسترتارو: برندگان و بازندگان جهانی شدن، تهران: علمی و فرهنگی، ۱۳۸۳
- جاگدیش بهاگواتی: در دفاع از جهانی شدن، تهران: علمی و فرهنگی، ۱۳۸۴
- ادوارد دی بونر: شش مدال ارزش، تهران: سروش، ۱۳۸۵
- کنیچی اومای: صفحه بعدی جهانی، تهران: علمی و فرهنگی، ۱۳۸۶
- جوزف استیگلیتز: جهانی شدن از نگاهی نو، تهران: چشمه، ۱۳۸۶
- جوزف استیگلیتز و اندرو چارلتون: تجارت منصفانه برای همه، تهران: چشمه، ۱۳۸۷
- دیوید هلد و آنتون مک گرو: نظریه‌های جهانی شدن، تهران: چشمه، ۱۳۸۸
- ساسکیا ساسن: جامعه‌شناسی جهانی شدن، تهران: چشمه، ۱۳۸۹
- اندرو جونز: نظریه پردازان بزرگ جهانی شدن، تهران: چشمه، ۱۳۹۱
- کریس لویر: نظریه پردازان مدیریت نوین، درس‌هایی از بهترین کتاب‌ها دربارهٔ مدیریت، تهران: چشمه، ۱۳۹۷